# Eshaness Broch

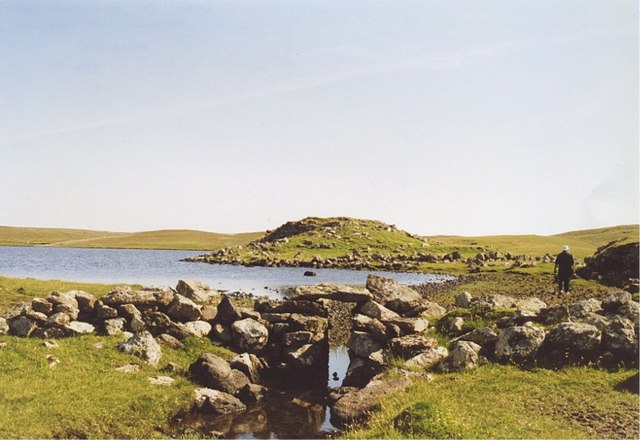
Broch am Loch of Houlland

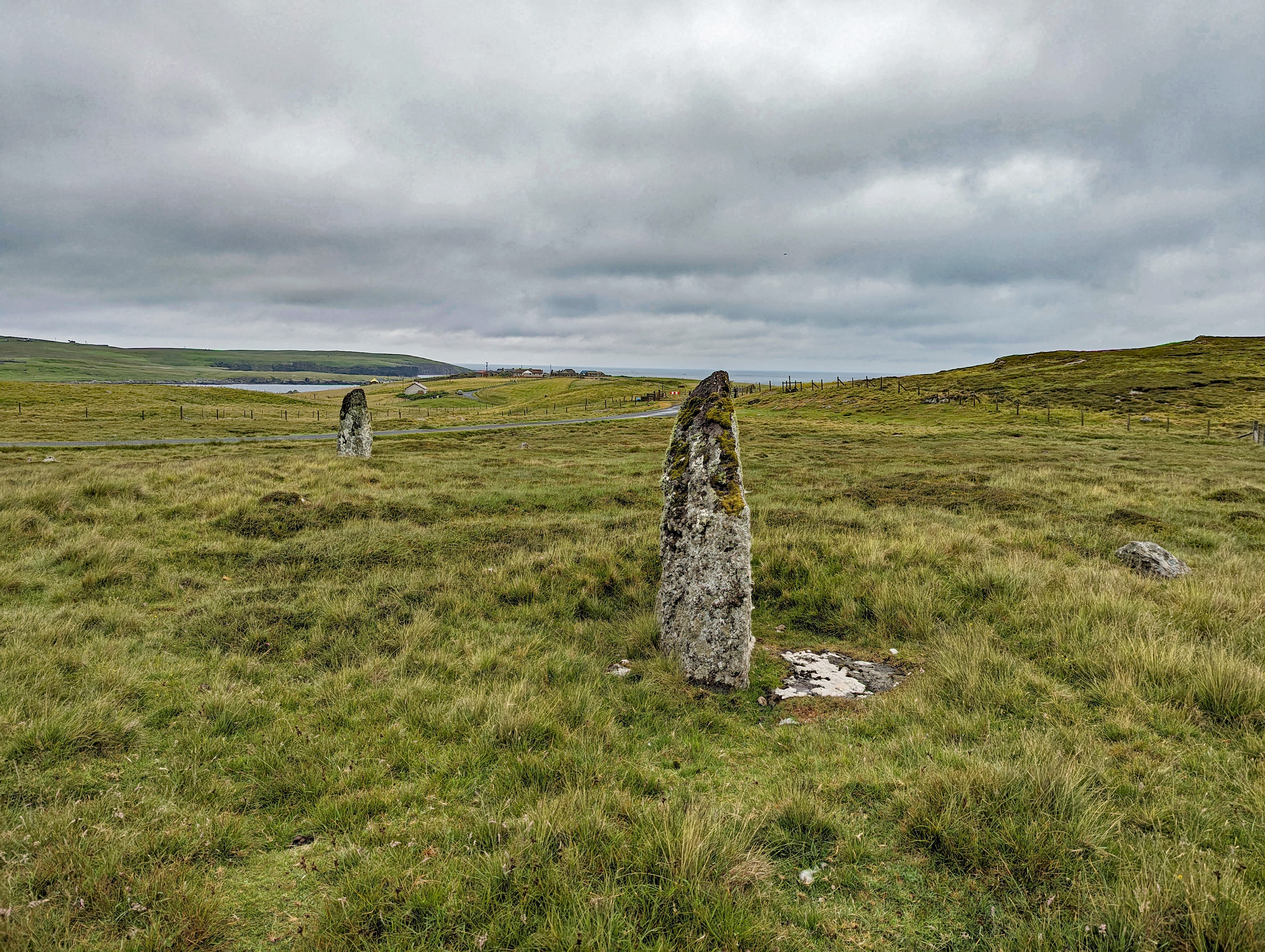
In der Nähe die Giant Stones von Hamnavoe

Der Eshaness Broch am Loch of Houlland liegt auf der Westseite der Halbinsel Esha Ness auf der Shetland-Insel Mainland in Schottland.
Der Broch bedeckt eine kleine Erhebung, die neben einer Trittsteinbrücke, die auf eine größere Insel im See führt, in den küstennahen Binnensee „Loch of Houlland“ ragt. Die erheblich gestörte Brochstruktur ist weitgehend unter ihren Trümmern begraben. Der durchschnittliche Durchmesser beträgt etwa 17,1 m und die Wandstärke 4,5 m. Im Norden und Nordosten steht die Mauer bis zu einer Höhe von etwa 3,6 m. Der Zugang liegt im Südwesten. Eine Wächterzelle (englisch guard-cell) voller Trümmer, liegt rechts im Gang und es gibt fragmentarische Hinweise auf eine Galerie im Norden und Osten, aber keine anderen sichtbaren Konstruktionsmerkmale.
Über die Landzunge verlaufen in regelmäßigen Abständen drei Abschnittswälle eines Inland-Promontory Forts. Sie sind nicht unbedingt alle zeitgenössisch mit dem Broch. Der innerste ist etwa 0,6 m hoch und nur auf der Außenseite mit Steinen versehen, während die beiden anderen aus großen Steinen bestehen. Der äußere war ursprünglich eine grobe Mauer mit einer Basis aus sehr großen Steinen, in manchen Fällen bis 0,9 m hoch. Ein etwa 1,5 m breiter Zugang verläuft schräg durch die beiden äußeren und über den inneren Wall. Es scheint auch seeseitig eine grobe Mauer um das Vorgebirge gegeben zu haben. Es gibt Spuren von prähistorischen Nebengebäuden vor dem Broch und wieder am Hals der Halbinsel auf der Nordseite.
Südlich liegen der Broch Sea Breck und der Burnt Mound am Loch of Breckon.